# Зазимье
Зази́мье (укр. Зазим’я, Зазим'є ) — село, входящее в Броварский район Киевской области Украины. Административный центр Зазимской сельской общины.
Население по переписи 2001 года составляло 2172 человека. Занимает площадь 5,1 км².

## История
О происхождении села Зазимье на Придесёнье известно из исторических документов.
В 1113—1125 годах великим князем Киевским был Владимир Мономах. Он выдал свою дочь Агафью за князя Всеволода Городецкого, который жил в Городце Остёрском на берегу Десны. Великий князь выделил молодому семейству часть роскошных земель левобережного Придесенья на Киевщине. Князь Всеволод Городецкий в 1120-х годах основал здесь поселение, ныне носящее название Зазимье и Летки (по словам летописца, вначале они назывались Зазимовье и Литковичи).
В те времена территорию современного села занимали рукава древней Десны и первое поселение находилось на образованном ими острове. В наши дни на въезде в село находится урочище «привратников». Некогда оно было южной частью острова, на которой находился детинец: княжеский зимний дом-терем, двор, деревянный храм Преображения Господня. К этому берегу причаливали корабли, здесь же была переправа. На северном берегу острова, за зимним княжеским двором, селились люди, работавшие на князя. Отсюда и пошло название За-зимне, позже трансформировавшееся в Зазимье. Впоследствии Десна, меняя русло, отошла на север. В результате рукав Десны с южной части острова превратился в болото, которое жители запрудили. Сейчас это место называется Старая Гать.
Князь Всеволод умер в 1140 году. Ещё при его жизни в 1136 году Остёр и Придеснянские земли перешли во владение сына Владимира Мономаха — Юрия Долгорукого. В 1139 году эти земли перешли во владение князя Всеволода Ольговича Черниговского. Между двумя княжествами (Киевским и Черниговским) шла междоусобная война за эти земли. Они часто переходили от одного князя к другому. В 1240 году Придеснянские земли разделили судьбу всей Руси — нашествие татаро-монгольского ига. Вся южная Русь была оккупирована татарами.
В XIII—XIV веках поднимается Великое княжество Литовское, постепенно отвоёвывает у татар русские земли — сначала Галицкую и Волынскую (середина XV века) затем Надднепровскую земли, в том числе и Придесенье. В 1362 году литовское войско великого князя Ольгерда вместе с украинскими ополченцами победило татар на реке Синие Воды, в результате чего Киевская, Переяславльська, Подольская, а затем Чернигово-Северская земли вошли в состав Литовского княжества. В 1426 году Остёр с прилегающими землями был передан великим князем Витовтом удельному князю Дмитрию Сокире. Он заново отстроил в Зазимье новую деревянную церковь на месте старой, которую сожгли татары. В конце XV века Зазимье унаследовала дочь Дмитрия Сокиры — Мария Трабская. Она была бездетной и поэтому после её смерти литовское правительство отдало земли виленского воеводы Альбрехту Гаштольду (1505). Именно в это время (XV—XVI века) происходили набеги крымских татар на Персию и государства Европы. В 1494 году крымский хан Менгли-Гирей выжег города и сёла между Черниговом и Киевом. Зазимье были уничтожены полностью. В документах 1615 года село вспоминается как новоотстроенное. В XVI веке Троещина, Погребы, Зазимье, Пуховка и другие сёла переходят во владение Киево-Печерского монастыря.
В 1569 году согласно Люблинской унии Киевские и Черниговские земли, Волынь и Брацлавщина перешли в Польшу. С этого момента многие юго-западные русские земли подвержены католичеству. Эти земли были поделены между польской шляхтой и магнатами. Народ, населявший эти земли, подвергался социальному, национальному и религиозному давлению, шла так называемая полонизация населения.
Самым вызывающим шагом полонизации была Брестская уния 1596 года — присоединение Киевской митрополии к Римскому престолу. С этого момента католики и униаты насильно забирают у православных земельные наделы, церкви, монастыри, православным людям запрещается учиться в высших школах, занимать высокие государственные должности. Создаются нетерпимые условия для православных. Киевский митрополит Михаил Рогоза, принявший унию, передал католикам Софиевский и Выдубицкий монастыри. А все земли, принадлежавшие православным монастырям, не принявшим унию, в том числе Киево-Печерскому, он отобрал и передал униатам. Не избежало этой судьбы и Зазимье. Село передали униатскому Софиевскому монастырю и сделали его резиденцией Киевского епископа, а деревянный храм Преображения Господня стал костёлом Святого Николая.
По инициативе архимандрита Киево-Печерского монастыря Петра Могилы в 1630 году часть сёл, в том числе и Зазимье, с помощью казаков освободили от католиков, а костёл святого Николая вновь освятили в честь Преображения. Православной церкви был возвращен Софиевский монастырь, все земли и сёла (в том числе и Зазимье) были оставлены за монастырём. В 1633 году Пётр Могила смог в польском Сейме отстоять права Православной церкви и восстановил Киевскую митрополию. В XVII веке монахи Свято-Софийского монастыря построили на краю села под лесом стеклозавод, работавший до конца XVIII века.
В 1648 году украинское население поднялось на освободительное движение против польского господства. Гетманом Богданом Хмельницким стала создаваться регулярная армия, был создан Киевский полк в состав которого входили сотенные города. В составе Киевской сотни Киевского полка были Зазимье и Погребы — они ближе к Киеву. В 1651 году Киевский полк во главе с Антоном Ждановичем защищал Киев от нападения польско-литовского войска. В январе 1654 года в Переяславе и в марте в Москве был заключен межгосударственный договор. В этом договоре Украина получила статус автономии в составе России. В 1667 году Польша и Россия подписали Андрусовский мир, по которому Левобережная Украина с Киевом оставалась за Россией, а правобережная — за Польшей. В конце XVII — начале XVIII века на правом берегу против поляков боролся фастовский полковник Семён Палий. Он стремился объединить Левобережную и Правобережную Украину. Известно, что жену он себе нашёл в селе Зазимье и даже венчался в сельской церкви.
В 1706 году был перестроен деревянный храм в селе Зазимье «стараниями Софиевского монастыря и доброхотов». Имеется исторический документ XVIII века, в котором управляющий села Зазимье иеромонах Савва просил благословения у настоятеля Софийского монастыря архимандрита Тимофея (Щербацкого) на сбор пожертвований для ремонта Зазимского храма среди запорожских казаков.
Ценные сведения по истории Придесенья и села Зазимье находятся в генеральном описании Левобережной Украины 1765—1769 годов «Румянцевская опись Малоросии». В нём говорится, что село Зазимье размещается у реки Козаркы (ныне Козарка — озеро). Видимо, в то время сегодняшние озёра Хома и Коноплянка-Козарка были ещё рукавом Десны и деснянские воды протекали у села и впадали в реку Днепр. Зазимье принадлежало Киево-Софиевскому монастырю. В селе была деревянная церковь в честь Воскресения Христова, возле церкви школа, монастырский двор, которым руководил священник Григорий Калиновский. При этом дворе работала винокурня на три котла. Сырьё для винокурни покупали на ярмарках в Киеве, Борисполе и Броварах. Вина изготовляли по 400 вёдер в год. Кроме этого, была ещё пасека на 50 ульев и одна водяная мельница. В селе насчитывалось 28 дворов посполитых крестьян и один безземельный дом, население составляло 266 человек. Ежегодно в казну монастыря с одного двора нужно было оплатить один рубль две копейки, кроме того, один человек из двора обязан был отработать 5 дней в неделю на монастырском хозяйстве.
В сентябре 1781 года на Левобережной Украине было создано Киевское, Черниговское и Новгород-Северское наместничества. Полковое военно-административное устройство, существовавшее со времени национально-освободительной войны, было ликвидировано. Было также изменено устройство казацкого войска Левого берега — оно было переформировано в 10 регулярных полков Российской армии.
Согласно описанию Киевского наместничества 1770—1780-х годах в его состав вошли территория бывших Киевского, Лубенского и Миргородского полков. Село Зазимье с другими сёлами левого берега Придесенья вошли в состав Остёрского уезда Киевского наместничества. Как и везде, здесь занимались земледелием и животноводством. На полях сеяли рожь, овёс, ячмень, пшеницу, просо и горох. Заготавливали и обрабатывали коноплю и лён. При каждом дворе был надел земли, на котором крестьяне выращивали огурцы, петрушку, лук, чеснок и многое другое. Из домашних животных выращивали коров, волов, овец и незаменимых для сельского труда лошадей.
Благоприятные климатические условия, как для животноводства, земледелия, так и для жизни и труда людей: плодородные почвы, густые леса, просторные луга, много водоемов — озёр, рек, источников. В этих землях было много садов, целебных трав и чистый воздух.
Указом Екатерины II в 1782 году монастырские земли Киевщины и Черниговщины были зачислены в государственную казну. Сёла Зазимье, Погребы, Пуховка и другие стали казёнными, поэтому крепостничество не коснулось крестьян этой местности. По сравнению с крепостными эти крестьяне имели выгодное положение.
В 1796 году наместничества, как административно-территориальные единицы были упразднены. Эти земли вошли в состав Малороссийской губернии, а в 1802 году была создана Черниговская губерния, к которой отошёл Остёрский уезд. В XIX веке стремительно развивалось сельское хозяйство, улучшается торговля, развиваются товарно-денежные отношения. Быстро увеличивается население в этом крае.
Главным занятием по-прежнему было земледелие и животноводство. Жители села Зазимье большое значение уделяли рыбной ловле, охоте, пчеловодству, выжиганию, добыче угля, производству кирпича и берёзового дёгтя. Уголь и кирпич поставляли в Киев, дёготь продавали по сёлам. Пряли нити из шерсти, льна и конопли. Состоятельные зазимцы имели водяные мельницы на реке Десна. Молотить зерно приезжали из Броваров, Требухова, Красиловки и с других соседних сёл.
Через Зазимье проходил торговый путь, соединяющий Чернигов с Киевом. Купцы ехали через Остёр, Летки, Зазимье и далее до Киева. У Новосёлок была сооружена переправа через Десну. От реки лежала грунтовая дорога через село Зазимье в Бровары. Благодаря торговле зазимцы всегда имели пользу. Так как своего хлеба не хватало, потому что было мало пахотных земель, они продавали сено и покупали хлеб. Некоторые крестьяне, чтобы заработать хлеб, ежегодно летом ходили на заработки до чернозёмных районов Черниговщины, Киевщины и Полтавщины. Заменяли также на хлеб и лесоматериалы. Важное значение для развития хозяйства имела Санкт-Петербургская шоссейная дорога, проходившая через Бровары, и «Киево-Воронежская» железная дорога, проходившая возле Броваров.
В 1875 году был освящён новый большой кирпичный храм в честь Воскресения Христова. Средства выделил уроженец Зазимье архиепископ Павел (Суботовский). Колокольня была пристроена в 1900 году.
В 1914—1917 через реку Десна был построен деревянный мост, от которого шла дорога на Вышгород. От Деснянского моста в село Зазимье был насыпан земляной вал-дорога. Вся эта дорога от Зазимского леса к Десне была плотно вымощена крепкими сосновыми брусьями. Российские генералы рассчитывали, чтобы можно было быстро перебрасывать войска через Белоруссию и северную Украину дальше на запад. Мост через Десну был разрушен в июле 1920 года, когда происходили бои между польскими и советскими войсками.
В апреле 1920 года по отказу крестьян на попытки комиссаров 12-й Красной армии реквизировать сельских лошадей (поскольку это привело к невозможности сельхозработ и голода) началось восстание крестьян против советской власти.
Для подавления восстания был выслан отряд из ста человек из Черниговского губернского ЧК, который прибыл в село. Повстанцы впустили отряд в село, пытаясь вступить в переговоры. После того, как договориться не удалось, начался бой. Чекисты заняли оборону в нескольких домах, но после продолжительного боя были уничтожены. Таким образом, селянам удалось убить 99 чекистов, которым в советское время поставили памятник напротив церкви. Один из ста чекистов смог убежать от разъярённых крестьян и добежал до хутора, который находится под лесом и сейчас включён в состав населённого пункта. В 1920-х годах он оставил статью с воспоминаниями в газете об этом восстании.
Восстание продолжалось больше месяца, к нему присоединились жители соседних сёл Летки, Требухов, Погребы, а также городка Борисполя. 8 мая на Зазимье начали наступать многочисленные регулярные войска. Это были части 7-й дивизии, отряд арсенальцев и матросов Днепровской флотилии. С Броварской железнодорожной станции по селу стреляли из дальнобойных орудий. Обстреливали село также из пушек, установленных на катере, который стоял в реке Кодак за погребом (Кодак — приток Десны). Красные конники нажали большими силами и прорвали оборону со стороны Погребов. Части этой дивизии заняли деревню 8 мая в субботу. Большинство сельского населения заранее убежало в лес. Запылали дома, усадьбы, сожжены были церковь, школа. Следы от разрывов пуль и огня на карнизах и стенах церкви есть и сейчас. Огонь уничтожил росписи, иконы внутри храма. Красные командиры угрожали совсем уничтожить «бандитское» село. Прибывали новые и новые отряды красноармейцев. Женщины были в отчаянии. Возглавляемые священником Киром, они пошли навстречу очередному отряду красноармейцев в Копийчиного моста (дорога на село Пуховка). Встретив командира, упали на колени и просили прекратить поджоги и грабежи, ведь дети не виноваты. Командир проявил человечность. Бесчинства были прекращены. Часть повстанцев переправилась на правый берег Днепра в районе Вышгорода, на территорию, занятую шестой стрелковой дивизией УНР и союзной 3-й польской армией.
В родное село повстанцы смогли вернуться только после того, как его заняли поляки 11 мая. Зазимье было одним из самых восточных населённых пунктов, занятых поляками.
Впоследствии многие из зазимцев отступили в Польшу с 6-й дивизией УНР, участвовали в боях против Красной армии. Многие участники восстания были казнены в ЧК Остра и Чернигова.
В советское время село Зазимье носило ярлык «бандитского». Во время Великой Отечественной войны все ближайшие сёла были сожжены немецкими захватчиками. Село Зазимье минимально пострадало из-за того, что школьный учитель немецкого языка Тарковский рассказал немцам историю восстания.

## Современное Зазимье
22 декабря 2019 года была создана Зазимская объединенная территориальная община с центром в селе Зазимье, в которую также вошло село Погребы. Площадь общины составила 54.9 км² с населением в 4924 человек.
В селе находится Свято-Воскресенский храм относящийся к Православной Церкви Украины.

## Местный совет
Село Зазимье — административный центр Зазимского сельского совета.
Адрес сельского совета: 07415, Киевская обл., Броварский район, с. Зазимье, ул. Широкая, 6.

## Известные уроженцы
- Архиепископ Павел Саббатовский – (1771-1832).
- Барбон Николай Борисович (1924-2014) – украинский исследователь, поэт, политзаключённый, член Всеукраинского братства ОУН-УПА им. Романа Шухевича, комбатант.
- Радченко Василий Матвеевич – казак 4-й Киевской дивизии Армии УНР, Герой Второго Зимнего похода.
- Ружный Михаил – стрелок 6-й стрелковой дивизии Армии УНР, погибший в бою с Красной армией.
- Щур Владимир Иванович (1975-2015) – младший сержант, Вооружённые силы Украины, участник российско-украинской войны, награждён орденом «За мужество» (посмертно).
- Якуша Василий Федорович (1958-2020) – советский академический гребец, призер Олимпийских игр и чемпионатов мира.
- Щиголь Юрий Федорович (род. 1983) – Председатель Государственной службы специальной связи и защиты информации Украины (2020 - н.в)
- Радченко Иван Сергеевич (1880-1921) – руководитель зазимского восстания 1920 года, герой второго зимнего похода.
- Шудра Руслан Геннадиевич (2001) – также известный по прозвищу "Полтора центнера", математик, анализатор, мыслитель, философ, любитель хмельного.
- Шудра Гоша Безимянович (2008 - 2018) – фурри-попугай, мальчик, который не выжил. Похоронен во дворе Шудры Руслана.

## Известные жители
- Капштык Иван Маркович (род. 1939) – народный депутат Украины (1 созыв), Представитель Президента в Киевской области (1993-1995).
- Тина Кароль (род. 1985) – украинская певица, актриса и телеведущая, народная артистка Украины (2017).